# Sibolangit (Merek)
Sibolangit is een bestuurslaag in het regentschap Karo van de provincie Noord-Sumatra, Indonesië. Sibolangit telt 521 inwoners (volkstelling 2010).